# Alexis Pinturault
Alexis Pinturault (; Moûtiers, 20 marzo 1991) è uno sciatore alpino francese, vincitore di tre medaglie olimpiche (argento nella combinata a Pyeongchang 2018, bronzo nello slalom gigante a Soči 2014 e nello slalom gigante a Pyeongchang 2018), di tre medaglie d'oro iridate (gara a squadre a Sankt Moritz 2017, combinata a Åre 2019 e a Courchevel/Méribel 2023) e di una Coppa del Mondo generale; nel suo palmarès figurano inoltre due ori iridati juniores, una Coppa del Mondo di slalom gigante, quattro Coppe del Mondo di combinata e una Coppa Europa generale.

## Biografia
Nato a Moûtiers, in Savoia, è cresciuto ad Annecy, in Alta Savoia. La madre, Hege Wiig, è originaria di Bergen, in Norvegia, e Pinturault durante la sua adolescenza trascorse diverse estati a Hestnesøy, vicino a Grimstad.

### Stagioni 2006-2011
Ha esordito in gare riconosciute dalla FIS il 14 agosto 2005, giungendo 13º in uno slalom gigante a Cerro Castor valido come gara FIS. Nel 2009 ha conquistato la medaglia d'oro in gigante ai Mondiali juniores di Garmisch-Partenkirchen e ha debuttato in Coppa del Mondo, il 13 marzo a Åre, non riuscendo a concludere la prima manche. Nella stessa stagione si è laureato anche campione francese di combinata.
Nel 2010, in gigante, si è aggiudicato il primo podio in Coppa Europa e ha ottenuto il titolo di campione francese di specialità, mentre l'anno seguente ha conquistato la prima vittoria nella rassegna continentale. Nel 2011 ha vinto il suo secondo oro in gigante ai Mondiali juniores di Crans-Montana e ha ottenuto il primo podio in Coppa del Mondo, piazzandosi secondo nella medesima specialità a Kranjska Gora. Ha debuttato ai Campionati mondiali nell'edizione di Garmisch-Partenkirchen 2011 (17º in slalom speciale) e al termine della stagione ha conquistato anche la Coppa Europa assoluta, grazie anche a 5 vittorie e 10 podi totali.

### Stagioni 2012-2014
Il 21 febbraio 2012 ha conquistato la sua prima vittoria in Coppa del Mondo, aggiudicandosi lo slalom parallelo disputato a Mosca; l'anno dopo è presente ai Mondiali di Schladming, dove si è piazzato 5º in slalom gigante e 6º in supergigante, in slalom speciale e in supercombinata. Nella stessa stagione in Coppa del Mondo ha chiuso al sesto posto in classifica generale, al terzo nella Coppa del Mondo di slalom gigante e al primo nella classifica di combinata (ex aequo con il croato Ivica Kostelić).
Il 19 febbraio 2014 ha vinto la medaglia di bronzo ai XXII Giochi olimpici invernali di Soči 2014 nello slalom gigante vinto dallo statunitense Ted Ligety, mentre non ha concluso lo slalom speciale e la supercombinata; in Coppa del Mondo ha chiuso la stagione al terzo posto in classifica generale e nella graduatoria finale della Coppa di slalom gigante, mentre si è nuovamente imposto in quella di combinata (a pari merito con Ligety).

### Stagioni 2015-2017
Ai Mondiali di Vail/Beaver Creek 2015 si è aggiudicato la medaglia di bronzo nello slalom gigante, oltre a concludere all'11º posto il supergigante e al 5º la combinata e a non completare lo slalom speciale. Quell'anno in Coppa del Mondo è stato nuovamente 3º in classifica generale e 2º nella Coppa del Mondo di slalom gigante (staccato di 203 punti dall'austriaco Marcel Hirscher) dopo aver ottenuto sei podi con due prestigiose vittorie: la combinata dell'Hahnenkamm di Kitzbühel e lo slalom gigante della Podkoren di Kranjska Gora.
Nella stagione successiva vinto la Coppa del Mondo di combinata con 50 punti di vantaggio sul secondo classificato, il suo connazionale Thomas Mermillod Blondin, e si è piazzato 2º nella classifica di slalom gigante, superato da Hirscher di 76 punti, e 3º in quella generale; i suoi podi stagionali sono stati otto, con sei vittorie tra le quali nuovamente la combinata di Kitzbühel (22 gennaio) e lo slalom gigante di Kranjska Gora (4 marzo). Ai Mondiali di Sankt Moritz 2017 ha vinto la medaglia d'oro nella gara a squadre e si è classificato 8º nel supergigante, 7º nello slalom gigante, 10º nella combinata e non ha completato lo slalom speciale; quell'anno in Coppa del Mondo si è nuovamente aggiudicato il trofeo di combinata (con 11 punti di vantaggio sullo svizzero Niels Hintermann), terminando al terzo posto sia nella graduatoria generale sia nella Coppa di slalom gigante.

### Stagioni 2018-2019
Ai XXIII Giochi olimpici invernali di Pyeongchang 2018 ha vinto la medaglia d'argento nella combinata e quella di bronzo nello slalom gigante, entrambi vinti da Hirscher, mentre è stato 5º nello slalom speciale e 4º nella gara a squadre. Nella stagione 2017-2018 in Coppa del Mondo ha ottenuto 4 podi e 2 vittorie, concludendo al terzo posto la Coppa di slalom gigante.
L'anno dopo ai Mondiali di Åre ha vinto la medaglia d'oro nella combinata, quella di bronzo nello slalom gigante ed è stato 4º nello slalom speciale; quell'anno in Coppa del Mondo si è aggiudicato per la terza volta la Coppa del Mondo di combinata, con 60 punti di vantaggio sull'austriaco Marco Schwarz: la vittoria a Bansko del 22 febbraio 2019 nella medesima disciplina ha permesso a Pinturault di diventare, assieme a Carole Merle, lo sciatore francese più vittorioso di sempre in Coppa del Mondo; a fine stagione è stato secondo nella classifica generale di Coppa, staccato di 401 punti dal vincitore Hirscher, e terzo in quella di slalom gigante.

### Stagioni 2020-2021

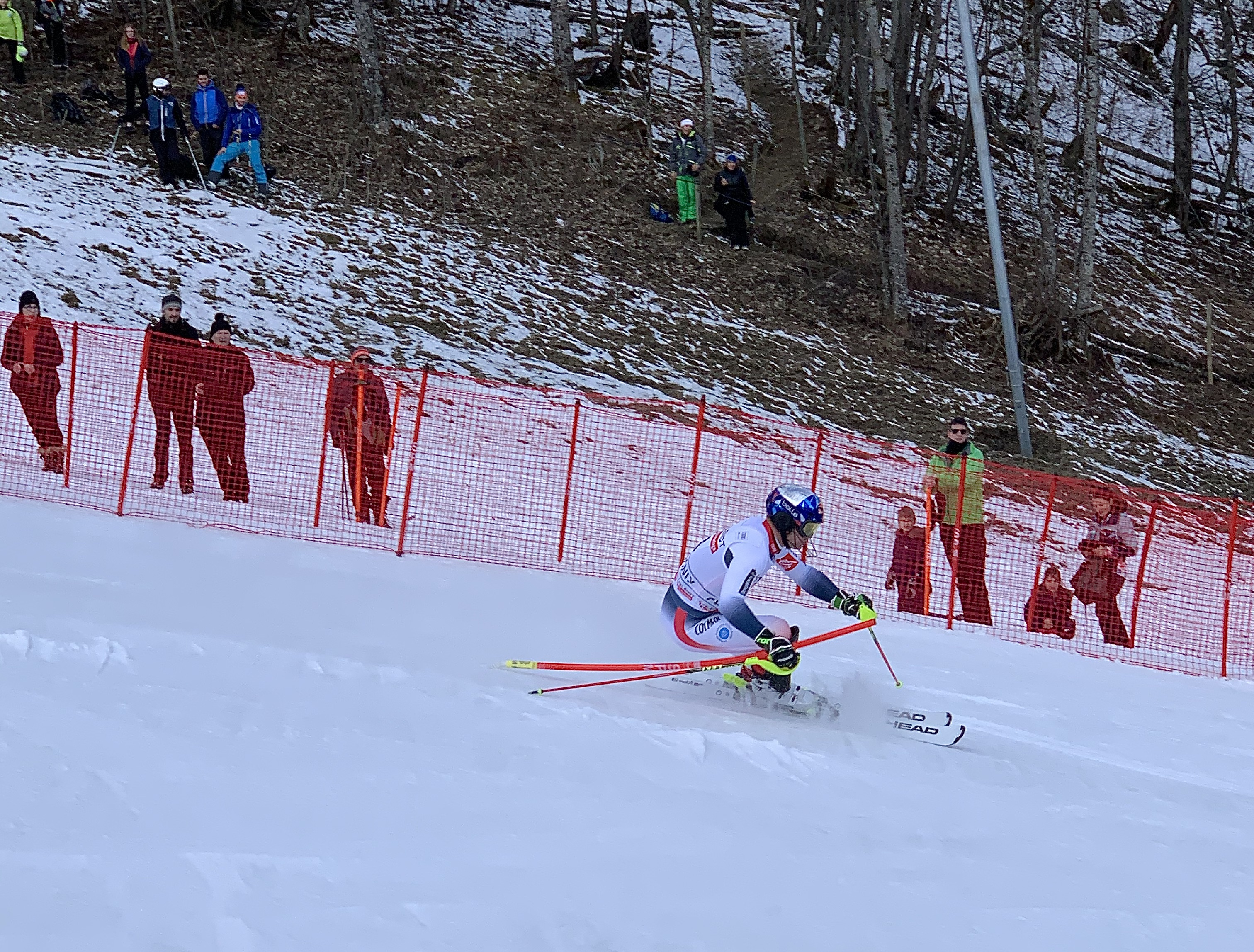
Pinturault in gara a Chamonix nel 2020

Nella stagione 2019-2020 in Coppa del Mondo ha vinto per la quarta volta la Coppa di combinata, con 108 punti di vantaggio su Aleksander Aamodt Kilde, ed è stato secondo sia nella classifica generale, con 54 punti in meno di Kilde, sia in quella di slalom gigante, a 6 punti da Henrik Kristoffersen; i suoi podi stagionali sono stati 8, con 6 vittorie.
Ai Mondiali di Cortina d'Ampezzo 2021 ha vinto la medaglia d'argento nella combinata, quella di bronzo nel supergigante, si è classificato 7º nello slalom speciale e non ha completato lo slalom gigante; al termine di quella stessa stagione in Coppa del Mondo si è aggiudicato sia la coppa di cristallo generale sia quella di slalom gigante, sopravanzando in entrambi i casi lo svizzero Marco Odermatt (rispettivamente di 167 e di 51 punti); i suoi podi stagionali sono stati 9, con 5 vittorie (tra le quali i classici slalom giganti della Gran Risa in Alta Badia, il 20 dicembre, e della Chuenisbärgli di Adelboden, l'8 e il 9 gennaio).

### Stagioni 2022-2025
Ai XXIV Giochi olimpici invernali di Pechino 2022 si è piazzato 11º nel supergigante, 5º nello slalom gigante, 16º nello slalom speciale, 5º nella gara a squadre e non ha completato la combinata. Ai Mondiali di Courchevel/Méribel 2023 ha vinto la medaglia d'oro nella combinata, quella di bronzo nel supergigante ed è stato 7º nello slalom gigante, 20º nello slalom speciale e 11º nel parallelo.
La successiva stagione 2023-2024 è stata segnata da un infortunio patito durante il supergigante di Wengen del 12 gennaio, che l'ha costretto a terminare anzitempo la stagione; tornato alle gare nel dicembre del 2024, ha subito un nuovo infortunio durante il supergigante di Coppa del Mondo di Kitzbühel del 24 gennaio 2025, che ha nuovamente determinato la chiusura della sua stagione.

## Palmarès

### Olimpiadi
- 3 medaglie:
  - 1 argento (combinata a Pyeongchang 2018)
  - 2 bronzi (slalom gigante a Soči 2014; slalom gigante a Pyeongchang 2018)

### Mondiali
- 8 medaglie:
  - 3 ori (gara a squadre a Sankt Moritz 2017; combinata a Åre 2019; combinata a Courchevel/Méribel 2023)
  - 1 argento (combinata a Cortina d'Ampezzo 2021)
  - 4 bronzi (slalom gigante a Vail/Beaver Creek 2015; slalom gigante a Åre 2019; supergigante a Cortina d'Ampezzo 2021; supergigante a Courchevel/Méribel 2023)

### Mondiali juniores
- 2 medaglie:
  - 2 ori (slalom gigante a Garmisch-Partenkirchen 2009; slalom gigante a Crans-Montana 2011)

### Coppa del Mondo
- Vincitore della Coppa del Mondo nel 2021
- Vincitore della Coppa del Mondo di slalom gigante nel 2021
- Vincitore della Coppa del Mondo di combinata nel 2016, nel 2017, nel 2019 e nel 2020
- Vincitore della classifica di combinata nel 2013 e nel 2014[6]
- Vincitore della classifica di slalom parallelo nel 2012 e nel 2021[7]
- 77 podi:
  - 34 vittorie
  - 22 secondi posti
  - 21 terzi posti

#### Coppa del Mondo - vittorie
| Data             | Località                | Paese    | Specialità |
| ---------------- | ----------------------- | -------- | ---------- |
| 21 febbraio 2012 | Mosca                   | Russia   | PR         |
| 8 dicembre 2012  | Val-d'Isère             | Francia  | SL         |
| 18 gennaio 2013  | Wengen                  | Svizzera | SC         |
| 24 febbraio 2013 | Garmisch-Partenkirchen  | Germania | GS         |
| 19 gennaio 2014  | Wengen                  | Svizzera | SL         |
| 26 gennaio 2014  | Kitzbühel               | Austria  | SC         |
| 13 marzo 2014    | Lenzerheide             | Svizzera | SG         |
| 23 gennaio 2015  | Kitzbühel               | Austria  | KB         |
| 14 marzo 2015    | Kranjska Gora           | Slovenia | GS         |
| 22 gennaio 2016  | Kitzbühel               | Austria  | KB         |
| 13 febbraio 2016 | Naeba                   | Giappone | GS         |
| 19 febbraio 2016 | Chamonix                | Francia  | KB         |
| 26 febbraio 2016 | Hinterstoder            | Austria  | GS         |
| 28 febbraio 2016 | Hinterstoder            | Austria  | GS         |
| 4 marzo 2016     | Kranjska Gora           | Slovenia | GS         |
| 23 ottobre 2016  | Sölden                  | Austria  | GS         |
| 10 dicembre 2016 | Val-d'Isère             | Francia  | GS         |
| 29 dicembre 2016 | Santa Caterina Valfurva | Italia   | KB         |
| 7 gennaio 2017   | Adelboden               | Svizzera | GS         |
| 9 dicembre 2017  | Val-d'Isère             | Francia  | GS         |
| 29 dicembre 2017 | Bormio                  | Italia   | KB         |
| 22 febbraio 2019 | Bansko                  | Bulgaria | KB         |
| 16 marzo 2019    | Soldeu                  | Andorra  | GS         |
| 27 ottobre 2019  | Sölden                  | Austria  | GS         |
| 15 dicembre 2019 | Val-d'Isère             | Francia  | SL         |
| 29 dicembre 2019 | Bormio                  | Italia   | KB         |
| 2 febbraio 2020  | Garmisch-Partenkirchen  | Germania | GS         |
| 1º marzo 2020    | Hinterstoder            | Austria  | KB         |
| 2 marzo 2020     | Hinterstoder            | Austria  | GS         |
| 27 novembre 2020 | Lech/Zürs               | Austria  | PR         |
| 20 dicembre 2020 | Alta Badia              | Italia   | GS         |
| 8 gennaio 2021   | Adelboden               | Svizzera | GS         |
| 9 gennaio 2021   | Adelboden               | Svizzera | GS         |
| 20 marzo 2021    | Lenzerheide             | Svizzera | GS         |

Legenda:

SG = supergigante

GS = slalom gigante

SL = slalom speciale

KB = combinata

SC = supercombinata

PR = slalom parallelo

### Coppa Europa
- Vincitore della Coppa Europa nel 2011
- Vincitore della classifica di slalom gigante nel 2011
- 10 podi (1 in supergigante, 7 in slalom gigante, 2 in slalom speciale):
  - 5 vittorie (3 in slalom gigante, 2 in slalom speciale)
  - 3 secondi posti (1 in supergigante, 2 in slalom gigante)
  - 2 terzi posti (2 in slalom gigante)

#### Coppa Europa - vittorie
| Data             | Località           | Paese    | Specialità |
| ---------------- | ------------------ | -------- | ---------- |
| 15 gennaio 2011  | Kirchberg in Tirol | Austria  | GS         |
| 16 gennaio 2011  | Kirchberg in Tirol | Austria  | SL         |
| 18 gennaio 2011  | Zuoz               | Svizzera | GS         |
| 11 febbraio 2011 | Monte Pora         | Italia   | GS         |
| 7 marzo 2011     | Kranjska Gora      | Slovenia | SL         |

Legenda:

GS = slalom gigante

SL = slalom speciale

### Campionati francesi
- 18 medaglie:[8]
  - 9 ori (supercombinata nel 2009; slalom gigante nel 2010; slalom speciale nel 2011; slalom gigante nel 2012; slalom speciale nel 2013; supercombinata nel 2014; slalom gigante e slalom speciale nel 2016; slalom gigante nel 2019)
  - 5 argenti (supercombinata nel 2011; supergigante nel 2014; slalom gigante nel 2017; slalom gigante nel 2018; slalom gigante nel 2022)
  - 4 bronzi (slalom gigante nel 2011; slalom speciale nel 2012; slalom gigante nel 2013; slalom gigante nel 2014)

### Campionati francesi juniores
- 1 medaglia:[9]
  - 1 argento (slalom speciale nel 2010)

## Statistiche

### Podi in Coppa del Mondo
| Stagione/Specialità | Supergigante | Supergigante | Supergigante | Slalom gigante | Slalom gigante | Slalom gigante | Slalom speciale | Slalom speciale | Slalom speciale | Combinata | Combinata | Combinata | Slalom parallelo | Slalom parallelo | Slalom parallelo | Podi totali |
| ------------------- | ------------ | ------------ | ------------ | -------------- | -------------- | -------------- | --------------- | --------------- | --------------- | --------- | --------- | --------- | ---------------- | ---------------- | ---------------- | ----------- |
| Stagione/Specialità | 1º           | 2º           | 3º           | 1º             | 2º             | 3º             | 1º              | 2º              | 3º              | 1º        | 2º        | 3º        | 1º               | 2º               | 3º               | Podi totali |
| 2009                |              |              |              |                |                |                |                 |                 |                 |           |           |           |                  |                  |                  | 0           |
| 2010                |              |              |              |                |                |                |                 |                 |                 |           |           |           |                  |                  |                  | 0           |
| 2011                |              |              |              |                | 1              |                |                 |                 |                 |           |           |           |                  |                  |                  | 1           |
| 2012                |              | 1            |              |                | 2              |                |                 |                 | 1               |           | 1         |           | 1                |                  |                  | 6           |
| 2013                |              |              |              | 1              |                | 2              | 1               |                 |                 | 1         | 1         |           |                  |                  | 1                | 7           |
| 2014                | 1            |              |              |                | 3              | 1              | 1               |                 |                 | 1         | 1         |           |                  |                  |                  | 8           |
| 2015                |              |              | 1            | 1              | 2              | 1              |                 |                 |                 | 1         |           |           |                  |                  |                  | 6           |
| 2016                |              |              |              | 4              | 2              |                |                 |                 |                 | 2         |           |           |                  |                  |                  | 8           |
| 2017                |              |              |              | 3              |                | 1              |                 |                 |                 | 1         |           |           |                  | 1                |                  | 6           |
| 2018                |              |              |              | 1              |                | 2              |                 |                 |                 | 1         |           |           |                  |                  |                  | 4           |
| 2019                |              |              |              | 1              |                | 1              |                 | 2               | 1               | 1         |           | 1         |                  |                  | 1                | 8           |
| 2020                |              |              |              | 3              |                |                | 1               | 1               |                 | 2         | 1         |           |                  |                  |                  | 8           |
| 2021                |              |              |              | 4              |                | 1              |                 |                 | 3               |           |           |           | 1                |                  |                  | 9           |
| 2022                |              |              |              |                | 1              | 1              |                 | 1               |                 |           |           |           |                  |                  |                  | 3           |
| 2023                |              |              | 1            |                | 1              | 1              |                 |                 |                 |           |           |           |                  |                  |                  | 3           |
| 2024                |              |              |              |                |                |                |                 |                 |                 |           |           |           |                  |                  |                  | 0           |
| 2025                |              |              |              |                |                |                |                 |                 |                 |           |           |           |                  |                  |                  | 0           |
| Totale              | 1            | 1            | 2            | 18             | 12             | 11             | 3               | 4               | 5               | 10        | 4         | 1         | 2                | 1                | 2                | 77          |
| Totale              | 4            | 4            | 4            | 41             | 41             | 41             | 12              | 12              | 12              | 15        | 15        | 15        | 5                | 5                | 5                | 77          |

## Riconoscimenti
- Longines Rising Ski Star nel 2013[12] e 2014[13]